# Dinocryptus ferrugineus
Dinocryptus ferrugineus är en stekelart som först beskrevs av Smith 1862.  Dinocryptus ferrugineus ingår i släktet Dinocryptus och familjen brokparasitsteklar. Inga underarter finns listade i Catalogue of Life.